# Milena Smit
 Milena  Smit (Elisa Milena Smit Márquez) (Elche, 5 oktober 1996)  is een Spaanse film- en tv-actrice.

## Biografie
Milena Smit werd in Elche (Alicante) geboren en heeft een Spaanse moeder en een Nederlandse vader. 
Ze kreeg theaterlessen aan de Spaanse theaterschool van Cristina Rota van o.a. Bernardo Hiller. Bekendheid kreeg ze door haar filmrol in No matarás (2020), van David Victori. Voor haar rol in deze film werd ze genomineerd voor de 35e Goya Award als beste debutante.
Ze speelde ook in de korte films Diagonales (2018), Innermost (2020), Chimichanga, Adentro (2020), in de serie The Girl in the Mirror (2021) en de horror-film Tin & Tina (2022).
In 2021 kreeg ze een belangrijke rol in Madres paralelas  van Pedro Almodóvar, samen met onder anderen Penélope Cruz en Aitana Sánchez-Gijón.